# Pedro Diez Canseco
Pedro Diez Canseco Corbacho (Arequipa, 31 gennaio 1815 – Chorrillos, 3 aprile 1893) è stato un politico peruviano.
È stato Presidente del Perù dal 9 aprile al 5 agosto 1863, dall'8 novembre al 28 novembre 1865 e dall'8 gennaio al 2 agosto 1868.